# Børkopvej
 Børkopvej  er en 2 sporet motortrafikvej der går fra Egeskov ved Fredericia til Vinding ved Vejle, den er en del af primærrute 28, der går imellem Snoghøj og Lemvig.
Vejen starter i Egeskov og føres derefter mod vest. Den føres videre og passere Hvidbjergvej, hvorfra der er forbindelse til Hvidbjerg. Derefter passerer den Kristianshøjvej i et tilslutningsanlæg med frakørsel til Mørkholt, Gårslev og Børkop erhvervsområde. Vejen forsætter, og passere derefter Kirkebakken i et tilslutningsanlæg med frakørsel til Børkop, Brejning, Gauerslund, Andkær og Børkop Vandmølle samt jernbanen mellem Fredericia og Aarhus. Motortrafikvejen ender i Fredericiavej i Vejle S hvor vejen føres ind mod Vejle C som almindelig hovedlandevej.
| Trafik | Spire Denne trafikartikel er en spire som bør udbygges. Du er velkommen til at hjælpe Wikipedia ved at udvide den. |

|  | Denne artikel om en bygning eller et bygningsværk kan blive bedre, hvis der indsættes et (bedre) billede. Du kan hjælpe ved at afsøge Wikimedia Commons for et passende billede eller lægge et op på Wikimedia Commons med en af de tilladte licenser og indsætte det i artiklen. |

55°39′27″N 9°37′40″Ø / 55.6575°N 9.6279°Ø